# براكريت
براكريت (بالإنجليزية: Prakrit)‏ هي مجموعة من اللغات العامية الهندية الآرية الوسطى التي تم استخدامها في شبه القارة الهندية من حوالي القرن الثالث قبل الميلاد إلى القرن الثامن الميلادي. عادة ما يتم تطبيق مصطلح براكريت على الفترة الوسطى من اللغات الهندية الآرية الوسطى، باستثناء النقوش السابقة و لغة بالي.